# Bernd Starkloff
Bernd Starkloff (* 15. Februar 1944; vermutlich gestorben 2017) war ein deutscher Unternehmensberater. Er ist bedeutend für die Geschichte der deutschsprachigen Finanz- und Sozialwissenschaft, weil er erstmals das Wort Bürgergeld in der Bedeutung einer Zahlung des Staates an den Bürger verwendete und sich für die Umsetzung in Form einer negativen Einkommensteuer einsetzte.

## Leben
Starkloff studierte Mathematik und Physik und promovierte 1972 bei Wolfram Engels an der Universität Frankfurt. Später arbeitete er als Unternehmensberater und Trainer. Er lebte zuletzt in Darmstadt, war verheiratet und dreifacher Vater.

## Bürgergeld
Starkloff stellte gemeinsam mit Wolfram Engels und Joachim Mitschke 1974 ein Konzept mit einer negativen Einkommensteuer für Deutschland vor. Starkloff verwendete dafür erstmals die Bezeichnung Bürgergeld in seinem modernen Sinn – einer Zahlung an einen Staatsbürger, im Gegensatz zur früheren Bedeutung einer Abgabe von einem Neubürger an seine Stadt. Lange Zeit war der Begriff ein Kurzwort für erwerbsunabhängiges Grundeinkommen (siehe Bedingungsloses Grundeinkommen oder Solidarisches Bürgergeld), wurde aber schon in den 1990er Jahren von der FDP für ihr Liberales Bürgergeld verwässert und 2019 von der SPD für ein leicht reformiertes Sozialhilfe-Konzept umgedeutet.

## Staatsbürgersteuer
Statt der „unnötig komplizierten“ Einkommensteuer schlug er eine Konsumsteuer (genauer „persönliche Ausgabensteuer“) vor. Hauptziel war hohe Marginalsätze (Grenzsteuersätze) zu vermeiden, z. B. wenn Transferleistungen nur unterhalb bestimmter Einkommensgrenzen gewährt werden. Das Vermögen sollte im Todesfall besteuert werden (Erbschaftssteuer), aber mit dem gleichen progressiven Steuersatz wie dem der (persönlichen) Konsumsteuer.
Es entstand das Konzept für die Konsumsteuer mit „einem negativen Ast“. Der Tarif konnte linear sein und enthielt nur zwei Parameter: m und B. Der (Marginal-)Steuersatz m wurde mit 40 % angesetzt und B wurde mit dem Namen „Bürgergeld“ versehen. Der gesamte Vorschlag wurde „Staatsbürgersteuer“ genannt.
Die ursprüngliche Idee, eine einheitliche, die Einkunftsarten übergreifende Einkommensermittlung, wurde damals nicht weiter verfolgt, ist aber in einer Neufassung ab 2011 berücksichtigt.